# 柯西函數方程
柯西函數方程是以下的函數方程：
{\displaystyle f(x+y)=f(x)+f(y)\ }
此方程的解被稱為加性函數。

## 方程的解
在有理數的範圍中，可以用簡單的代數得到唯一一類的解，表示為{\displaystyle f(x)=cx\ }，其中{\displaystyle c}任意給定的有理數。
在實數中，這個方程仍然有這一類解，然而存在著其他非常複雜的解，函數 f 經常被外加條件以排除那些複雜的解。例如：
- 若 f 是連續的 (由柯西於1821年證明)。這個條件在1875年被達布弱化，證明 f 只需要在一點連續。
- 若 f 在任一個區間上是單調的
- 若 f 在任一個區間上是有界的

另一方面，如果函數 f 沒有其他限制條件，那麼滿足方程的函數有無窮多個(假設選擇公理成立)。這在1905年由喬治·哈梅爾使用基的概念證明。
希爾伯特的第五個問題是這個方程的推廣。
存在實數{\displaystyle c\ }使得{\displaystyle f(cx)\neq cf(x)\ }的解稱為柯西─哈默方程（英語：Cauchy-Hamel function(s)）。在希爾伯特的第三個問題中，往高維度的推廣所用的德恩-哈德維格不變量（英語：Dehn-Hadwiger invariant(s)），其中就用到柯西-哈默方程。

## 在有理數集下的證明
先設{\displaystyle y=0\ }，得到：
{\displaystyle f(x+0)=f(x)+f(0)\ }
{\displaystyle f(0)=0\ }
再設{\displaystyle y=-x\ }：
{\displaystyle f(x-x)=f(x)+f(-x)\ }
{\displaystyle f(-x)=-f(x)\ }
反覆設{\displaystyle y=x\ }、{\displaystyle y=2x\ }、...、{\displaystyle y=x+x+\cdots +x}，可以得到
{\displaystyle f(mx)=mf(x)\ }...(1)
設{\displaystyle x={\frac {y}{n}}}並代入(1)式得到：
{\displaystyle f\left({\frac {y}{n}}\right)={\frac {1}{n}}f(y)\ }
或者{\displaystyle f\left({\frac {x}{n}}\right)={\frac {1}{n}}f(x)\ }...(2)
對於任意有理數{\displaystyle {\frac {m}{n}}}，設{\displaystyle y={\frac {m}{n}}x}，根據(1)、(2)兩式可知：
{\displaystyle f\left({\frac {m}{n}}x\right)={\frac {m}{n}}f(x)\ }
上式又可改寫為
{\displaystyle f\left(\alpha q\right)=qf(\alpha )\qquad \forall q\in \mathbb {Q} ,\alpha \in \mathbb {R} \ }
令{\displaystyle \alpha =1\ }就可以得到在有理數下的唯一解。

## 其他解的性質
以下的證明將顯示（若存在）線性函數以外的解，該解是相當病態的函數。我們將證明這個函數f所對應的圖形{\displaystyle y=f(x)\ }在{\displaystyle \mathbb {R} ^{2}}中稠密，亦即在平面上任何給定的圓都至少包含該圖形的一個點，我們將從這個定義著手證明。
不失一般性，假設解f滿足{\displaystyle f(q)=q,\forall q\in \mathbb {Q} }，且能找到實數{\displaystyle \alpha \in \mathbb {R} }滿足{\displaystyle f(\alpha )\neq \alpha }，同時設{\displaystyle f(\alpha )=\alpha +\delta ,\delta \neq 0}
任意給定一個圓，其內部必能找到一個小圓以點{\displaystyle (x,y)}為圓心，其中滿足{\displaystyle x,y\in \mathbb {Q} ,x\neq y}。令實數{\displaystyle r>0}為半徑的{\displaystyle {\frac {2}{\sqrt[{}]{5}}}}倍，即半徑為{\displaystyle {\frac {{\sqrt[{}]{5}}r}{2}}}。
令{\displaystyle \beta ={\frac {y-x}{\delta }}}，存在一個有理數{\displaystyle b\neq 0}滿足：
{\displaystyle \left|\beta -b\right|<{\frac {r}{2\left|\delta \right|}}}
類似地，存在一個有理數{\displaystyle a}使得：
{\displaystyle \left|\alpha -a\right|<{\frac {r}{2\left|b\right|}}}
設實數X,Y滿足：
{\displaystyle X=x+b(\alpha -a)\ }
{\displaystyle Y=f(X)\ }
從原方程和以上的關係式可以得知：
{\displaystyle Y=f(x+b(\alpha -a))\ }
{\displaystyle =f(x)+f(b\alpha )-f(ba)\ }
{\displaystyle =x+bf(\alpha )-bf(a)\ }
{\displaystyle =(y-\delta \beta )+b(\alpha +\delta )-ba\ }
{\displaystyle =y+b(\alpha -a)-\delta (\beta -b)\ }
由以上關係式可知{\displaystyle \left|X-x\right|<{\frac {r}{2}},\left|Y-y\right|<r}
∴{\displaystyle (X,Y)\ }在指定的小圓內，
於是{\displaystyle (X,Y)\ }在原本較大的圓內；
即在{\displaystyle \mathbb {R} ^{2}}中任意給定的圓內皆包含{\displaystyle y=f(x)\ }圖形的一點；
即{\displaystyle y=f(x)\ }的圖形在{\displaystyle \mathbb {R} ^{2}}中稠密，得證。
另一方法：如f 不是线性函数，存在{\displaystyle U=(u,f(u)),V=(v,f(v))}在{\displaystyle \mathbb {R} ^{2}}独立。任取{\displaystyle X\in \mathbb {R} ^{2}}, {\displaystyle X=\alpha U+\beta V}, {\displaystyle \alpha }和{\displaystyle \beta }是有理数序列的极限, {\displaystyle X}是f 的图形的聚点。

## 其他解的形式與證明
與有理數的情形使用相同的方式，可以證明線性解的證明在任意的集合{\displaystyle \alpha \mathbb {Q} }上也成立，其中{\displaystyle \alpha \in \mathbb {R} }（表示所有有理數乘上{\displaystyle \alpha \ }的積的集合，以下亦同）

我們可以透過這點找出函數方程的所有解。但這個方式極度地不可構造，而且是以選擇公理為基礎得到的。
在承認選擇公理的前提下，在{\displaystyle \mathbb {Q} }上存在一個{\displaystyle \mathbb {R} }的基底，也就是這樣的集合：
{\displaystyle A\subset \mathbb {R} }，使得對於任何實數{\displaystyle x\ }，存在唯一的有限集合
{\displaystyle \left\{a_{1},\dots ,a_{n}\right\}\subset A}
以及唯一對應的 {\displaystyle n} 個有理數{\displaystyle \left\{\lambda _{1},\dots ,\lambda _{n}\right\}}，滿足：
{\displaystyle x=\sum _{i=1}^{n}{\lambda _{i}a_{i}}}
設想函數方程在實數集的子集{\displaystyle x\mathbb {Q} ,x\in A}上成立，即滿足{\displaystyle f(y)=g(x)\,y}，其中 {\displaystyle y} 是 {\displaystyle x} 的有理數倍。
運用前面推導的結論，得到對任意實數滿足方程的函數：
{\displaystyle f(x)=\sum _{i=1}^{n}{g(a_{i})\lambda _{i}a_{i}}}
對於所有{\displaystyle g:A\rightarrow \mathbb {R} }，以上{\displaystyle f(x)} 是函數方程的解。其中{\displaystyle f} 為線性的充要條件是 {\displaystyle g}是常數函數。

## 外部連結
- 羅格斯大學 （页面存档备份，存于）網站上的解法（英文）
- The Hunt for Addi(c)tive Monster （页面存档备份，存于）（英文）